# Seznam francoskih paleontologov
Seznam francoskih paleontologov.

## B
- Joachim Barrande
- Charles Barrois
- Gérard Bignot (1935-2007)

## C
- Andre Cailleux
- Georges Cuvier

## D
- Adolphe d'Archiac
- Edouard de Verneuil

## E
- Jacques Amand Eudes-Deslongchamps

## G
- Jean Albert Gaudry
- Paul Gervais

## L
- Édouard Lartet
- Louis Lartet
- André Leroi-Gourhan

## T
- Pierre Teilhard de Chardin

## W
- Patrick De Wever